# 贝西尼昂
贝西尼昂（法語：Bésignan，法語發音：[beziɲɑ̃]）是法国德龙省的一个市镇，属于尼永斯区。

## 地理
贝西尼昂（44°19'13"N, 5°19'31"E）面积8.94 平方千米，位于法国奥弗涅-罗讷-阿尔卑斯大区德龙省，该省份为法国东南部内陆省份，北起顺时针与伊泽尔省、上阿尔卑斯省、上普罗旺斯阿尔卑斯省、沃克吕兹省和阿尔代什省接壤。
与贝西尼昂接壤的市镇（或旧市镇、城区）包括：比莱巴罗尼、勒波厄西吉拉、圣雅勒、圣索沃尔古韦尔内、韦尔夸朗。

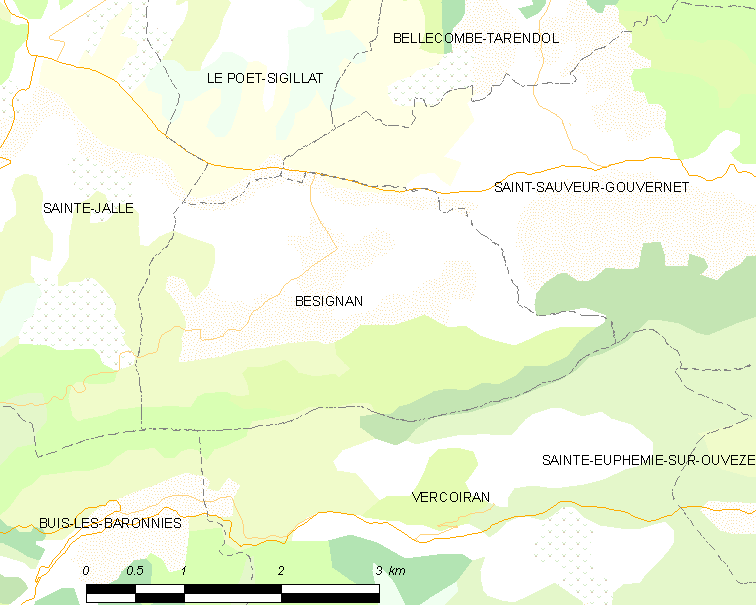
贝西尼昂的OSM定位图

贝西尼昂的时区为UTC+01:00、UTC+02:00（夏令时）。

## 行政
贝西尼昂的邮政编码为26110，INSEE市镇编码为26050。

## 政治
贝西尼昂所属的省级选区为尼永斯-巴罗尼县。

## 人口

1962-2008年间贝西尼昂人口变化图示

贝西尼昂于2022年1月1日时的人口数量为79人。